# Cadillac Man
Cadillac Man er en amerikansk film fra 1990 af Roger Donaldson.

## Medvirkende
- Robin Williams som Joey O'Brien
- Tim Robbins som Larry
- Pamela Reed som Tina
- Annabella Sciorra som Donna
- Fran Drescher som Joy Munchack
- Zack Norman som Harry Munchack
- Lori Petty som Lila
- Paul Guilfoyle
- Bill Nelson